# Chikhoba
Chikhoba est un village de la région de Şəki en Azerbaïdjan.

## Géographie
Le village de Chikhoba de la région de Şəki est situé dans la circonscription administrative du village d'Aydinboulag.